# Walter Schmidt (historien)
Pour les articles homonymes, voir Schmidt.
Walter Schmidt (né le 11 mai 1930 à Protsch-Weide (pl), arrondissement de Breslau) est un historien allemand.

## Biographie
Walter Schmidt est issu d'une famille ouvrière ; son père Josef Schmidt est mort le 8 novembre 1943 à la prison de Brandebourg-Görden pour « insidiosité » et « dégradation de la force militaire ».
Walter Schmidt étudie de 1936 à 1942 à l'école primaire d'Auras dans l'arrondissement de Wohlau (de) en Silésie. Pour éviter les Napola, il étudie de septembre 1942 à janvier 1945 à l' école privée Dr. Gudenatz/Lobmeier à Breslau. De février à septembre 1945, il travaille comme ouvrier non qualifié (porteur de malades et aide-forgeron) dans un hôpital de l'Armée rouge à Auras puis jusqu'en novembre 1946 comme ouvrier d'usine pour l'administration polonaise à Auras/Uraz.
Après avoir déménagé en Thuringe en novembre 1946, il étudie à l'école Dr. Theodor-Neubauer de Greiz (aujourd'hui lycée Ulf-Merbold de Greiz (de)) et passe l'Abitur.
De 1949 à 1953, il étudie, à l'université Friedrich-Schiller d'Iéna, l'histoire (avec Karl Griewank, Friedrich Schneider (de), Felix-Heinrich Gentzen (de), Hugo Preller (de), Karl Heussi (de)), les études slaves / études russes (avec Reinhold Trautmann (de), Rudolf Fischer (de), Gerhard Ziegengeist, Herbert Krempien), pédagogie (avec Karl Schrader, Friedrich Winnefeld, Rudolf Lemke (de)) et philosophie (avec Georg Klaus).
De 1953 à 1962, il travaille comme assistant de recherche à l'Institut d'histoire du mouvement ouvrier (plus tard : Académie des sciences sociales du Comité central du SED (de)) à Berlin. Il y obtient son doctorat en 1961 avec une biographie de Wilhelm Wolff et devient chargé de cours en 1962. De 1964 à 1984, il occupe la chaire d'histoire du mouvement ouvrier allemand.
En 1965, il est nommé professeur avec un poste d'enseignant, après avoir terminé son habilitation avec des études sur la recherche de Marx-Engels et l'histoire du début du mouvement ouvrier en 1969, il devient professeur titulaire d'histoire du mouvement ouvrier. En 1981, il est élu membre correspondant et en 1985 membre à part entière de l'Académie des sciences de la RDA. De 1965 à 1990, il est vice-président de la Société historique de la RDA (de) et membre de la Commission des historiens de la RDA et de l'URSS, dont il préside la section allemande de 1987 à 1990. De 1984 à 1990, il est directeur de l'Institut central d'histoire de l' Académie des sciences de la RDA. En 1990, il reçoit un doctorat honorifique.
Après la « liquidation » en octobre 1990, il est en préretraite et est à la retraite depuis 1995. De 1989/90 à 1993, il participe à la poursuite de la Marx-Engels-Gesamtausgabe (MEGA) en tant que membre du conseil d'administration de la Fondation internationale Marx-Engels (IMES) d'Amsterdam, et de 1993 à 2016, il fait partie de son conseil scientifique. En 1992, il fonde le cercle de travail « Vormärz- und 1848er Revolutionsforschung », qui publie depuis 2003 la série de biographies « Akteure eines Umbruchs. Männer und Frauen der Revolution von 1848/49 ». Il est membre de la Société Leibniz des sciences de Berlin depuis sa création en 1993.
Marié à Gisela Kerzel depuis 1953, il est veuf depuis 1996. Schmidt a un fils, deux petites-filles et plusieurs arrière-petits-enfants.

## Travail scientifique
Points forts des recherches et des publications : Histoire allemande moderne, avec un accent sur l'histoire de la révolution de 1848/49 et l'histoire comparée des révolutions de l'époque moderne, l'histoire du mouvement ouvrier du XIXe siècle et la recherche sur Marx-Engels, la problématique de la nation, l'histoire de la science historique, l'histoire de la Burschenschaft (collaboration au Biographischen Lexikon der Deutschen Burschenschaft en huit volumes) ; histoire de la Silésie au XIXe siècle.

## Décorations
- 1966 : Ordre du Mérite patriotique de la RDA en argent
- 1974 : Prix national de la RDA de 3e classe de science et technologie
- 1979 : Prix national de la RDA de 3e classe de science et technologie (dans le collectif)
- 2020 : Médaille Daniel-Ernst-Jablonski de la Société Leibniz des sciences de Berlin[3].

## Publications (sélection / publications indépendantes)
- Wilhelm Wolff. Sein Weg zum Kommunisten (1809–1846). Dietz Verlag, Berlin 1963.
- Aus der Frühgeschichte der deutschen Arbeiterbewegung. (Mithg. und Autor), Akademie Verlag, Berlin 1964.
- Geschichte der deutschen Arbeiterbewegung, Band 1: Von den Anfängen der deutschen Arbeiterbewegung bis zu Ausgang des 19. Jahrhunderts. Dietz Verlag Berlin 1966. Autor von: Die Anfänge der deutschen Arbeiterbewegung, p. 9–41; Die Revolution von 1848/49, p. 85–168.
- Geschichtsbewusstsein und sozialistische Gesellschaft. Hg. mit Helmut Meier und Autor. Dietz Verlag, Berlin 1970.
- Unbewältigte Vergangenheit. Kritik der bürgerlichen Geschichtsschreibung. Mithg. und Autor, Akademie Verlag, Berlin 1970, 2. Aufl. 1971, 3. neu bearbeitete und erw. Aufl. 1977.
- Die bürgerlich-demokratische Revolution von 1848/49 in Deutschland. Studien zu ihrer Geschichte und Wirkung, Vol. 1 und 2 (Jahrbuch für Geschichte Vol. 7 und 8), Mithg. und Autor, Berlin 1972 und 1973.
- Illustrierte Geschichte der deutschen Revolution 1848/49. Autorenkollektiv: Walter Schmidt (Leiter), Gerhard Becker, Helmut Bleiber, Rolf Dlubek (de), Siegfried Schmidt (de), Rolf Weber; und Autor, Dietz Verlag, Berlin 1973, 2. Auflage 1975, 3. ergänzte und überarbeitete Auflage 1988.
- Zur Geschichte des Pariser Vorwärts (de) von 1844. Unveränderter Neudruck. Mit einer Einleitung von Walter Schmidt, Zentralantiquariat der DDR, Leipzig 1975.
- Studien zur Revolutionsgeschichte. In Verbindung mit Walter Markov (de), Gerhard Schilfert (de) und Walter Schmidt hg. von Manfred Kossok (de), Akademie Verlag, Berlin 1976, 1979, 1982, 1985, 1988, 1989 und 1990; wiederholt Autor.
- Wilhelm Wolff. Kampfgefährte und Freund von Marx und Engels 1846–1864. Dietz Verlag, Berlin 1979.
- Nation und deutsche Geschichte in der bürgerlichen Ideologie der BRD. Akademie Verlag, Berlin 1980, Köln 1980.
- Was Du ererbt von deinen Vätern hast … (zusammen mit Helmut Meier). Dietz Verlag, Berlin 1980.
- Ferdinand Wolff (de). Zur Biografie eines kommunistischen Journalisten an der Seite von Marx und Engels. Sitzungsberichte der AdW der DDR, 3G/1983, Akademie Verlag, Berlin 1983.
- Mitglied des Herausgeberkollegiums: Studienbibliothek DDR-Geschichtswissenschaften. Hrsg. vom Zentralinstitut für Geschichte der Akademie der Wissenschaften der DDR, Berlin, Vol. 1–10. Akademie-Verlag, Berlin 1981–1989.
- Deutsche Geschichte in zwölf Bänden, Vol. 4: Die bürgerliche Umwälzung von 1789 bis 1871. Autorengruppe: Walter Schmidt (Leiter), Gerhard Becker, Helmut Bleiber, Helmut Bock, Harald Müller, Siegfried Schmidt, Heinrich Scheel, Rolf Weber; und Autor, Akademie Verlag, Berlin, und Pahl-Rugenstein, Cologne 1984.
- Die Konstituierung der DDR-Geschichtswissenschaft in den fünfziger Jahren, Sitzungsberichte der AdW der DDR, 5/G 1985, Akademie Verlag, Berlin 1984.
- Das marxistische Lutherbild und die deutsche Sprache (zusammen mit Horst Bartel (de) und Rudolf Große), Sitzungsberichte der AdW der DDR, 12G/1983, Akademie Verlag, Berlin 1984.
- Wilhelm Wolff. Aus Schlesien, Preußen und dem Reich. Ausgewählte Schriften. Hg. und eingel. von Walter Schmidt, Dietz Verlag, Berlin 1985.
- Neue Rheinische Zeitung. Artikel. Korrespondenzen. Berichte über die französische Revolution 1848/49. Hg. und eingel. von Walter Schmidt. Philipp Reclam jun., Leipzig 1986.
- Aspekte der Erbe- und Traditionsdebatte in der Geschichtswissenschaft, Sitzungsberichte der AdW der DDR, 1G/1988, Akademie Verlag, Berlin 1986.
- Männer der Revolution von 1848, Vol. 2. Hg. mit Helmut Bleiber und Rolf Weber und Autor, Akademie Verlag, Berlin 1987.
- Der Auftakt der deutschen Arbeiterbewegung. Beiträge zur ersten Periode ihrer Geschichte 1836–1842. Studien zu Geschichte, Vol. 10. Hg. und Autor, Berlin 1987.
- Erbe und Tradition in der DDR. Die Diskussion der Historiker. Hg. mit Helmut Meier, Dietz Verlag, Berlin 1988.
- Demokratie, Antifaschismus und Sozialismus in der deutschen Geschichte (Zum 70. Geburtstag von Heinrich Scheel). Hg. mit Helmut Bleiber und Autor, Akademie Verlag, Berlin 1988.
- Geschichte der Sozialistischen Einheitspartei Deutschlands. Volume 1: Von den Anfängen bis 1917, unter Leitung von Annelies Laschitza. Dietz Verlag, Berlin 1988, Autor der Seiten 5–44 und 84–123.
- Wegbereiter der DDR-Geschichtswissenschaft. Hg. mit Heinz Heitzer (de) und Karl-Heinz Noack und Autor, Dietz Verlag, Berlin 1989.
- Sozialismus und frühe Arbeiterbewegung. (Kolloquium zum 60. Geburtstag von Waltraud Seidel-Höppner). Hg. mit Gustav Seeber und Autor. Studien zur Geschichte, Vol. 15, Berlin 1989.
- Große Französische Revolution und revolutionäre Arbeiterbewegung. Hg. mit Wolfgang Küttler (de) und Gustav Seeber und Autor, Akademie Verlag, Berlin 1989.
- Bürgerliche Revolution und proletarische Emanzipation in der deutschen Geschichte. Akademie Verlag, Berlin 1990.
- Sozialistische Bestrebungen deutscher Arbeiter in St. Louis vor 1848. Der St. Louis-Communistenverein. Sitzungsberichte der AdW der DDR, 5G/1990, Akademie Verlag, Berlin 1990.
- Die Polizeikonferenzen deutscher Staaten 1851–1866. Eingeleitet und bearbeitet von Friedrich Beck und Walter Schmidt, Verlag Hermann Böhlaus Nachfolger, Weimar 1993.
- Die Erbedebatte in der DDR. Versuch einer kritischen Bilanz. Mitteilungen des Rosa-Luxemburg-Vereins Leipzig, Nr. 15, Leipzig 1995.
- Das Zwei-Nationen-Konzept der SED und sein Scheitern. Nationsdiskussionen in der DDR in den 70er und 80er Jahren. hefte zur ddr-geschichte, Nr. 38, Berlin 1996.
- Demokratie, Liberalismus und Konterrevolution. Studien zur deutschen Revolution von 1848/49. Hrsg. und Autor, FIDES Verlag, Berlin 1998.
- Demokratie, Agrarfrage und Nation in der bürgerlichen Umwälzung in Deutschland. Beiträge des Ehrenkolloquiums zum 70. Geburtstag von Helmut Bleiber am 28. November 1998. Hg. und Autor, trafo verlag, Berlin 2000.
- Demokratie und Arbeiterbewegung in der deutschen Revolution von 1848/49. Beiträge des Kolloquiums zum 150. Jahrestag der Revolution von 1848/49 am 6. und 7. Juni 1998. Hg. mit Helmut Bleiber und Rolf Dlubek und Autor, trafo verlag, Berlin 2000.
- Bürgerliche Revolution und revolutionäre Linke. Beiträge eines wissenschaftlichen Kolloquiums anlässlich des 70. Geburtstags von Helmut Bock (de). Hg. und Autor, trafo verlag, Berlin 2000.
- Die Revolution von 1848/49 in einer sich wandelnden Geschichtskultur. Rosa-Luxemburg-Stiftung Manuskripte, 2/2000, Berlin 2000.
- Akteure eines Umbruchs. Männer und Frauen der Revolution von 1848/49. Vol. 1. Hg. mit Helmut Bleiber und Susanne Schötz und Autor, FIDES Verlag, Berlin 2003.
- Walter Schmidt: Moritz Elsner (de) und die 1848er Demokratie in Schlesien. Leibniz-Sozietät/Sitzungsberichte. 63 (2004), S. 19–53
- Akteure eines Umbruchs. Männer und Frauen der Revolution von 1848/49. Vol. 2. Hg. mit Helmut Bleiber und Susanne Schötz und Autor, FIDES Verlag, Berlin 2007.
- Helmut Bleiber, Walter Schmidt: Schlesien auf dem Weg in die bürgerliche Gesellschaft. Bewegungen und Protagonisten der schlesischen Demokratie im Umfeld von 1848. Erster und Zweiter Halbband, trafo verlag, Berlin 2007 (= Silesia. Schlesien im europäischen Bezugsfeld. Quellen und Forschungen. Band 6).  (ISBN 978-3-89626-639-2) und  (ISBN 978-3-89626-671-2).
- Die Revolution 1848/49 als Gegenstand der historischen Biographik. Kolloquium anlässlich des 160. Jahrestags der Revolution 1848/49. Teil 1 und 2, Pankower Vorträge, Heft 122 und 123. Hg. und Autor, Berlin 2008.
- Akteure eines Umbruchs. Männer und Frauen der Revolution von 1848/49. Vol. 3. Hg. und Autor, FIDES Verlag, Berlin 2010.
- Die schlesische Demokratie von 1848/49. Geschichte und Akteure. 1. und 2. Halbband. trafo Wissenschaftsverlag, Berlin 2012 (= Silesia. Schlesien im europäischen Bezugsfeld. Quellen und Forschungen. Band 13.1 und 13.2).
- Akteure eines Umbruchs. Männer und Frauen der Revolution von 1848/49. Vol. 4. Hg. und Autor, FIDES Verlag, Berlin 2013.
- Akteure eines Umbruchs. Männer und Frauen der Revolution von 1848/49. Vol. 5. Hg. und Autor, FIDES Verlag, Berlin 2016.
- Wohlau 1848/49. Eine schlesische Kreisstadt in der Revolution. „Schlesischer Kreisbote“, Wohlauer Politischer Verein und Demokratischer Verein von Guhrau. trafo Wissenschaftsverlag, Berlin 2017 (=Silesia. Schlesien im europäischen Bezugsfeld. Quellen und Forschungen. Band. 17).
- Vom mühseligen Suchen und glückhaftem Finden. In memoriam Prof Dr. Heinrich Gemkow 6. Juni 1928 – 15. August 2017. Pankower Vorträge Heft 216, zusammen mit Dagmar Goldbeck.
- Erinnerungen eines deutschen Historikers. Vom schlesischen Auras an der Oder übers vogtländische Greiz und thüringische Jena nach Berlin. trafo Verlagsgruppe, Berlin 2018,  (ISBN 978-3-86465-112-0), 2. Auflage, trafo Verlagsgruppe, Berlin 2020, 570 S.
- Arbeitskreis „Vormärz- und 1848er Revolutionsforschung“. In: 25 Jahre Leibniz-Sozietät – Vielfalt des wissenschaftlichen Lebens 1993 bis 2018. Beiträge und Materialien. Sitzungsberichte der Leibniz-Sozietät der Wissenschaften, Band 137, Jahrgang 2018, S. 123–217.
- Jürgen Hofmann, Walter Schmidt: Julius Brill (1816–1882). Ein früher Vertreter der Arbeiterbewegung in einem deutschen Parlament. In: Rudolf Zewell (Hrsg.): Akteure eines Umbruchs. Männer und Frauen der Revolution von 1848/49. Vol. 6, FIDES Verlag, Berlin 2020, S. 235–297.